# Susan King
Susan King nació en Nueva York en 1951 como Susan Longhi y estudió historia del arte medieval en la Universidad de Maryland hasta que decidió dedicar su talento narrativo a la novela romántica. Ha escrito también con el seudónimo Sarah Gabriel.
Sus obras, ambientadas a las Highlands de la Escocia medieval, son seguidas por muchos lectores de todo el mundo. Son recomendadas para personas de lectura ligera, pues sus tramas no son muy complejas, a pesar de estar considerada una de las más destacadas escritoras del género romántico.